# Zielenoborskij
Zielenoborskij – osiedle typu miejskiego w Rosji, w obwodzie murmańskim. W 2010 roku liczyło 6560 mieszkańców.